# Piestróweczkowate
Piestróweczkowate (Hydnangiaceae Gäum. & C.W. Dodge) – rodzina grzybów znajdująca się w rzędzie pieczarkowców (Agaricales).

## Systematyka
Rodzina Hydnangiaceae jest według Index Fungorum zaliczana do rzędu Agaricales i należą do niej rodzaje:
- Hydnangium Wallr. 1839 – piestróweczka
- Laccaria Berk. & Broome 1883 – lakówka
- Maccagnia Mattir. 1922
- Podohydnangium G.W. Beaton, Pegler & T.W.K. Young 1984[2].

Polskie nazwy na podstawie pracy Władysława Wojewody z 2003 r.